# Diamondbacks de l'Arizona
 Saison 2025 des Diamondbacks de l'Arizona
Les Diamondbacks de l'Arizona (Arizona Diamondbacks en anglais, « les crotales de l'Arizona ») sont une franchise de baseball de la Ligue majeure de baseball située à Phoenix (Arizona). Vainqueurs de la Série mondiale en 2001, ils évoluent dans la division Ouest de la Ligue nationale.

## Histoire
La franchise est fondée en 1998 lors d'une expansion de la Ligue nationale. En seulement cinq saisons d'existence, les Diamondbacks de l'Arizona gagnent trois titres de division (1999, 2001 et 2002) ainsi qu'un titre de la Série mondiale. En 1999, lors de la deuxième saison de l'équipe, l'Arizona gagne plus de 100 matchs pour ravir le titre de la division Ouest de la Ligue nationale. Ils perdent cependant contre les Mets de New York au premier tour des séries éliminatoires
En 2001, les Diamondbacks gagnent en série contre les Cardinals de St-Louis (3-2 en championnat de division) et les Braves d'Atlanta (4-1 en championnat de Ligue nationale). Fort d'une rotation de lanceurs partants composée de Randy Johnson et de Curt Schilling (les deux joueurs les plus utiles de la Série mondiale), ils s'imposent face aux Yankees de New York dans une Série mondiale des plus excitantes.
Lors de la saison 2004, les Diamondbacks connaissent une campagne médiocre. Glissant au dernier rang de leur division, avec une fiche de 51 victoires pour 111 défaites, les D-Backs congédient leur manager Bob Brenly, pour le remplacer par Al Predique, qui assure l'intérim. Durant l'hiver, les D-Backs engagent Wally Backman, mais ce dernier est congédié dix jours après son engagement, à la suite d'une histoire de problèmes légaux. Bob Melvin est ensuite engagé comme manager ; il est toujours en poste au début de la saison 2008.

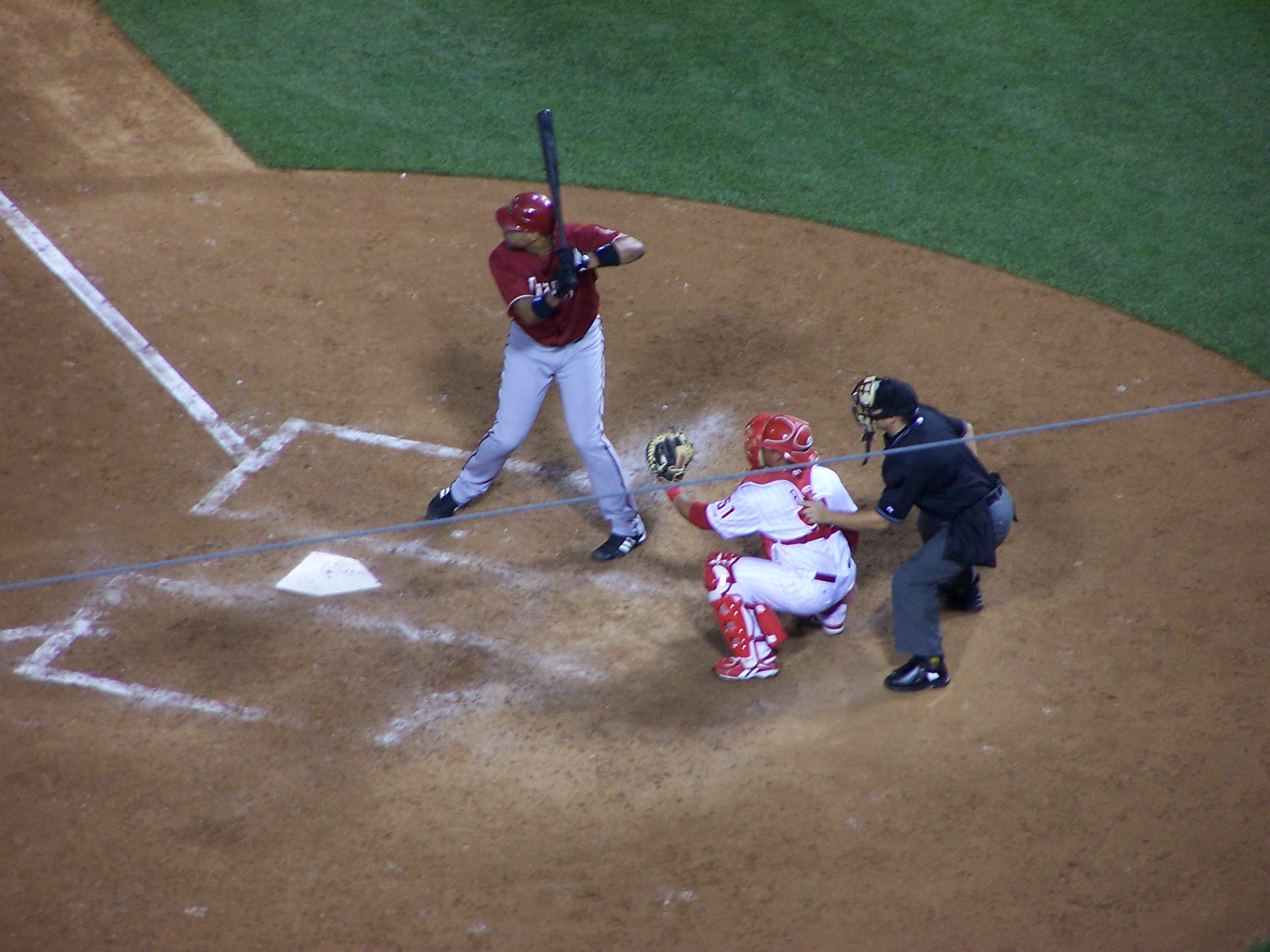
Tony Clark (2005-2007)

Les Diamondbacks tentent ensuite de regagner un peu de crédibilité auprès de leurs partisans, en dépensant sur le marché des joueurs autonomes. Ils paraphent un contrat de plus de 80 millions de dollars avec le joueur de troisième but Troy Glaus, et recrutent le lanceur partant Russ Ortiz. Dans le plus important échange de l'hiver 2004-2005, ils sacrifient le lanceur Randy Johnson pour acquérir Javier Vázquez, Brad Halsey et Shawn Green dans une transaction impliquant trois équipes (Les Diamondbacks, les Yankees de New York ainsi que les Dodgers de Los Angeles).
En 2007, les Diamondbacks enlèvent un quatrième titre de division, passent le stade des séries de division face aux Cubs de Chicago (3-0) mais s'inclinent sèchement en série de championnats contre les Rockies du Colorado (4-0).

### Logo

De 1998 à 2006.
De 2007 à 2011.
De 2012 à 2023.
Depuis 2024.

## Records et statistiques

### Palmarès
- Champion de Série mondiale (World Series) : 2001.
- Champion de la ligue nationale : 2001.
- Titres de division (4) : 1999, 2001, 2002, 2007, 2011.
- Meilleur deuxième : 2017.

### Trophées et honneurs individuels
Aucun ancien joueur des Diamondbacks n'est présent au Temple de la renommée du baseball et mis à part le numéro 42 de Jackie Robinson retiré dans l'ensemble des franchises MLB, aucun numéro n'a été retiré dans cette franchise.
- Trophée Cy Young (depuis 1956) :
  - Randy Johnson (1999, 2000, 2001 et 2002)
  - Brandon Webb (2006)
- Manager de l'année (depuis 1983) :
  - Bob Melvin (2007)
  - Torey Lovullo (2017)
- Prix Roberto Clemente (depuis 1971) :
  - Curt Schilling (2001)

### Saison par saison
| Saison | Vic. / Déf. | % Vic. | Class.          | Spectateurs | Moyenne | Séries de divisions LN               | Séries de championnats               | Série mondiale                       |
| ------ | ----------- | ------ | --------------- | ----------- | ------- | ------------------------------------ | ------------------------------------ | ------------------------------------ |
| 1998   | 65-97       | .398   | 5e en NL Ouest  | 3 610 290   | 44 571  |                                      |                                      |                                      |
| 1999   | 100-62      | .617   | 1er en NL Ouest | 3 019 654   | 37 280  | D (1-3) Mets                         |                                      |                                      |
| 2000   | 85-77       | .525   | 3e en NL Ouest  | 2 942 251   | 36 324  |                                      |                                      |                                      |
| 2001   | 92-70       | .568   | 1er en NL Ouest | 2 736 451   | 33 783  | V (3-2) Cardinals                    | V (4-1) Braves                       | V (4-3) Yankees                      |
| 2002   | 98-64       | .605   | 1er en NL Ouest | 3 198 977   | 39 494  | D (0-3) Cardinals                    |                                      |                                      |
| 2003   | 84-78       | .519   | 3e en NL Ouest  | 2 805 542   | 34 636  |                                      |                                      |                                      |
| 2004   | 51-111      | .315   | 5e en NL Ouest  | 2 519 560   | 31 106  |                                      |                                      |                                      |
| 2005   | 77-85       | .475   | 2e en NL Ouest  | 2 059 424   | 25 425  |                                      |                                      |                                      |
| 2006   | 76-86       | .469   | 4e en NL Ouest  | 2 091 685   | 25 823  |                                      |                                      |                                      |
| 2007   | 90-72       | .556   | 1er en NL Ouest | 2 325 249   | 28 707  | V (3-0) Cubs                         | D (0-4) Rockies                      |                                      |
| 2008   | 82-80       | .506   | 2e en NL Ouest  | 2 509 924   | 30 987  |                                      |                                      |                                      |
| 2009   | 70-92       | .432   | 5e en NL Ouest  | 2 128 765   | 26 281  |                                      |                                      |                                      |
| 2010   | 65-97       | .401   | 5e en NL Ouest  | 2 056 697   | 25 391  |                                      |                                      |                                      |
| 2011   | 94-68       | .580   | 1er en NL Ouest | 2 105 432   | 25 993  | D (2-3) Brewers                      |                                      |                                      |
| 2012   | 81-81       | .500   | 3e en NL Ouest  | 2 177 617   | 26 884  |                                      |                                      |                                      |
| 2013   | 81-81       | .500   | 2e en NL Ouest  | 2 134 895   | 26 357  |                                      |                                      |                                      |
| 2014   | 64-98       | .395   | 5e en NL Ouest  | 2 073 730   | 25 602  |                                      |                                      |                                      |
| 2015   | 79-83       | .488   | 3e en NL Ouest  | 2 080 145   | 25 681  |                                      |                                      |                                      |
| 2016   | 69-93       | .426   | 4e en NL Ouest  | 2 036 216   | 25 138  |                                      |                                      |                                      |
| 2017   | 93-69       | .574   | 2e en NL Ouest  | 2 134 375   | 26 350  | D (0-3) Dodgers                      |                                      |                                      |
| 2018   | 82-80       | .533   | 3e en NL Ouest  | 2 242 695   | 27 688  |                                      |                                      |                                      |
| 2019   | 85-77       | .525   | 2e en NL Ouest  | 2 135 510   | 26 364  |                                      |                                      |                                      |
|        | 1678-1724   | .493   |                 | 34 004 469  |         | 15-16 en séries éliminatoires (.484) | 15-16 en séries éliminatoires (.484) | 15-16 en séries éliminatoires (.484) |

## Personnalités du club

### Managers
| # | Nom            | Période   | MJ               | V                | D                | % V              | MJ       | V        | D        | % V      | Récompenses |
| # | Nom            | Période   | Saison régulière | Saison régulière | Saison régulière | Saison régulière | Playoffs | Playoffs | Playoffs | Playoffs | Récompenses |
| - | -------------- | --------- | ---------------- | ---------------- | ---------------- | ---------------- | -------- | -------- | -------- | -------- | --- |
| 1 | Buck Showalter | 1998-2000 | 486              | 250              | 236              | .514             | 4        | 1        | 3        | .250     | Vainqueur de la Division Ouest de la Ligue nationale 1999 |
| 2 | Bob Brenly     | 2001-2004 | 565              | 303              | 262              | .536             | 20       | 11       | 9        | .550     | Vainqueur de la Division Ouest de la Ligue nationale 2001 et 2002 Vainqueur de la Série de championnat de la Ligue nationale 2001 Vainqueur de la Série mondiale 2001 |
| 3 | Al Pedrique    | 2004      | 83               | 22               | 61               | .265             |          |          |          |          | |
| 4 | Bob Melvin     | 2005-2009 | 677              | 337              | 340              | .498             | 7        | 3        | 4        | .429     | Vainqueur de la Division Ouest de la Ligue nationale 2007 |
| 5 | A. J. Hinch    | 2009-2010 | 212              | 89               | 123              | .420             |          |          |          |          | |
| 6 | Kirk Gibson    | 2010-2014 | 729              | 353              | 376              | .484             | 5        | 2        | 3        | .400     | Vainqueur de la Division Ouest de la Ligue nationale 2011 |
| 7 | Alan Trammell  | 2014      | 3                | 1                | 2                | .333             |          |          |          |          | |
| 8 | Chip Hale      | 2015-2016 | 324              | 148              | 176              | .457             |          |          |          |          | |
| 9 | Torey Lovullo  | 2017-     | 486              | 260              | 226              | .535             | 4        | 1        | 3        | .250     | |

## Les Diamondbacks dans les médias
La station de radio KTAR diffuse les matches des Diamondbacks depuis la création de la franchise. Greg Schulte est le principal commentateur. Il opère depuis 1998 à la radio et son commentaire est repris par la télévision. La station câblée FSN Arizona diffuse les matches depuis 1998. En hertzien, KTVK diffuse quelques matches chaque saison depuis 1998. D'autres rencontres sont diffusées en hertzien par des stations de Tucson (KWBA diffuse 58 matches en 2007) et de Las Vegas (KFBR, 33 matches en 2007). À partir de la saison 2008, FSN Arizona devient diffuseur télé unique de la franchise, hors contrats nationaux.

## Affiliations enligues mineures
| Niveau | Franchise              | Ligue                         | Ville      | État                   | Affilié depuis |
| ------ | ---------------------- | ----------------------------- | ---------- | ---------------------- | -------------- |
| AAA    | Aces de Reno           | Ligue de la côte du Pacifique | Reno       | Nevada                 | 2015           |
| AA     | Sod Poodles d'Amarillo | Texas League                  | Amarillo   | Texas                  | 2015           |
| A+     | Hops de Hillsboro      | Northwest League              | Hillsboro  | Oregon                 | 2021           |
| A-     | Rawhide de Visalia     | California League             | Visalia    | Californie             | 2021           |
| Rookie | ACL D-backs Black      | Arizona Complex League        | Scottsdale | Arizona                | 1998           |
| Rookie | ACL D-backs Red        | Arizona Complex League        | Scottsdale | Arizona                | 2021           |
| Rookie | DSL D-backs 1          | Dominican Summer League       | Boca Chica | République dominicaine | 1998           |
| Rookie | DSL D-backs 2          | Dominican Summer League       | Boca Chica | République dominicaine | 2018           |